# Reprezentacja Niemieckiej Republiki Demokratycznej w piłce nożnej mężczyzn
Reprezentacja Niemieckiej Republiki Demokratycznej w piłce nożnej – drużyna reprezentująca swój kraj na arenie międzynarodowej. Pierwszy mecz międzynarodowy rozegrała w 1952 przeciwko Polsce, z którą rozegrała najwięcej międzynarodowych meczów (19). Przez prawie czterdzieści lat swojego istnienia pozostawała w cieniu drużyny narodowej sąsiadów z Niemiec Zachodnich.

## Historia
Największe sukcesy NRD związane są z osobą trenera Georga Buschnera. Pod jego selekcjonerskim okiem reprezentacja zdobyła trzy medale olimpijskie – złoty w 1976 roku, srebrny w 1980 i brązowy w 1972 roku, oraz jedyny raz w historii awansowała do finałów mistrzostw świata. Na Mundialu 1974 spotkała się w grupie z drużyną RFN, którą po golu Jürgena Sparwassera pokonała 1:0. W drugiej rundzie przegrała rywalizację z Holandią i Brazylią.
Dziesięć lat przed tymi mistrzostwami – w 1964 roku – piłkarze NRD, prowadzeni przez Węgra Károlya Sósa wywalczyli brązowy medal na igrzyskach olimpijskich.
Po zjednoczeniu ośmiu zawodników, którzy mieli na swoim koncie występy w reprezentacji NRD, zagrało w drużynie narodowej Niemiec. Ale tylko dwóch z nich – obrońca Matthias Sammer i napastnik Ulf Kirsten – zdołało wywalczyć stałe miejsce w pierwszej jedenastce zespołu.

### Eliminacje Euro 92 (ostatni mecz)

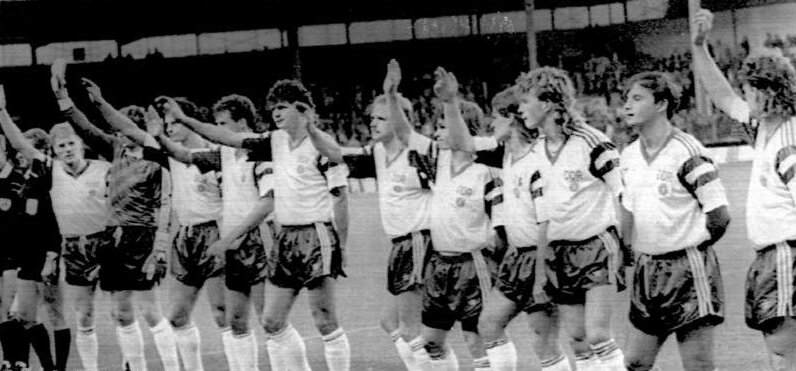
Anderlecht-Bruksela, Drużyna NRD pozdrawia tłum po ostatnim meczu w historii

Losowanie grup kwalifikacyjnych do Mistrzostwa Europy 1992 nastąpiło 2 lutego 1990 r. Niemcy Wschodnie (koszyk nr 3) znalazły się w 5 grupie wraz z Belgią, Walią, Luksemburgiem oraz Niemcami Zachodnimi. 23 sierpnia 1990 r. wschodnioniemiecki parlament potwierdził zjednoczenie na 3 października. Pierwszy mecz w eliminacjach NRD rozegrała z Belgią 12 września 1990 w Brukseli. Przygotowania do meczu były już na tyle zaawansowane, że nie można było go anulować. To zarazem ostatni oficjalny mecz tej reprezentacji. NRD wygrała 2-0, a oba gole strzelił kapitan Matthias Sammer (73', 90'). Na 21 listopada 1990, został jeszcze zaplanowany mecz towarzyski z Niemcami Zachodnimi w Lipsku, który pierwotnie miał być grą kwalifikacyjną do Euro '92. Ze względu na proces zjednoczeniowy i zamieszki na stadionach mecz został ostatecznie odwołany.

## Udział w międzynarodowych turniejach
| 1900 | Nie brała udziału, była częścią Niemiec | Nie brała udziału, była częścią Niemiec |
| 1904 | Nie brała udziału, była częścią Niemiec | Nie brała udziału, była częścią Niemiec |
| 1908 | Nie brała udziału, była częścią Niemiec | Nie brała udziału, była częścią Niemiec |
| 1912 | Nie brała udziału, była częścią Niemiec | Nie brała udziału, była częścią Niemiec |
| 1920 | Nie brała udziału, była częścią Niemiec | Nie brała udziału, była częścią Niemiec |
| 1924 | Nie brała udziału, była częścią Niemiec | Nie brała udziału, była częścią Niemiec |
| 1928 | Nie brała udziału, była częścią Niemiec | Nie brała udziału, była częścią Niemiec |
| 1936 | Nie brała udziału, była częścią Niemiec | Nie brała udziału, była częścią Niemiec |
| 1948 | Nie brała udziału, była częścią Niemiec | Nie brała udziału, była częścią Niemiec |
| 1952 | Nie brała udziału                       | Nie brała udziału                       |
| 1956 | Wycofała się                            | Wycofała się                            |
| 1960 | Nie zakwalifikowała się                 | Nie zakwalifikowała się                 |
| 1964 | Awans                                   | III miejsce (jako Niemcy)               |
| 1968 | Nie zakwalifikowała się                 | Nie zakwalifikowała się                 |
| 1972 | Awans                                   | III miejsce                             |
| 1976 | Awans                                   | Mistrzostwo                             |
| 1980 | Awans                                   | II miejsce                              |
| 1984 | Awans/Wycofana przed turniejem          | Awans/Wycofana przed turniejem          |
| 1988 | Nie zakwalifikowała się                 | Nie zakwalifikowała się                 |

| 1930 | Nie brała udziału, była częścią Niemiec | Nie brała udziału, była częścią Niemiec |
| 1934 | Nie brała udziału, była częścią Niemiec | Nie brała udziału, była częścią Niemiec |
| 1938 | Nie brała udziału, była częścią Niemiec | Nie brała udziału, była częścią Niemiec |
| 1950 | Nie brała udziału, była częścią Niemiec | Nie brała udziału, była częścią Niemiec |
| 1954 | Nie brała udziału                       | Nie brała udziału                       |
| 1958 | Nie zakwalifikowała się                 | Nie zakwalifikowała się                 |
| 1962 | Nie zakwalifikowała się                 | Nie zakwalifikowała się                 |
| 1966 | Nie zakwalifikowała się                 | Nie zakwalifikowała się                 |
| 1970 | Nie zakwalifikowała się                 | Nie zakwalifikowała się                 |
| 1974 | Awans                                   | Druga faza grupowa                      |
| 1978 | Nie zakwalifikowała się                 | Nie zakwalifikowała się                 |
| 1982 | Nie zakwalifikowała się                 | Nie zakwalifikowała się                 |
| 1986 | Nie zakwalifikowała się                 | Nie zakwalifikowała się                 |
| 1990 | Nie zakwalifikowała się                 | Nie zakwalifikowała się                 |

| 1960 | Nie zakwalifikowała się | Nie zakwalifikowała się |
| 1964 | Nie zakwalifikowała się | Nie zakwalifikowała się |
| 1968 | Nie zakwalifikowała się | Nie zakwalifikowała się |
| 1972 | Nie zakwalifikowała się | Nie zakwalifikowała się |
| 1976 | Nie zakwalifikowała się | Nie zakwalifikowała się |
| 1980 | Nie zakwalifikowała się | Nie zakwalifikowała się |
| 1984 | Nie zakwalifikowała się | Nie zakwalifikowała się |
| 1988 | Nie zakwalifikowała się | Nie zakwalifikowała się |
| 1992 | Wycofała się            | Wycofała się            |

## Rekordziści
| #  | Nazwisko           | Lata gry w kadrze | Mecze |
| -- | ------------------ | ----------------- | ----- |
| 1  | Joachim Streich    | 1969–1984         | 102   |
| 2  | Hans-Jürgen Dörner | 1969–1985         | 96    |
| 3  | Jürgen Croy        | 1967–1981         | 86    |
| 4  | Konrad Weise       | 1970–1981         | 78    |
| 5  | Eberhard Vogel     | 1962–1976         | 69    |
| 6  | Ronald Kreer       | 1982–1989         | 65    |
| 7  | Bernd Bransch      | 1967–1976         | 64    |
| 8  | Peter Ducke        | 1960–1975         | 63    |
| 9  | Martin Hoffmann    | 1973–1981         | 62    |
| 10 | Gerd Kische        | 1971–1980         | 59    |
| =  | Lothar Kurbjuweit  | 1970–1981         | 59    |

| #  | Nazwisko             | Lata gry w kadrze | Mecze (gole) |
| -- | -------------------- | ----------------- | ------------ |
| 1  | Joachim Streich      | 1969–1984         | 102 (55)     |
| 2  | Eberhard Vogel       | 1962–1976         | 69 (24)      |
| 3  | Hans-Jürgen Kreische | 1968–1975         | 46 (22)      |
| 4  | Rainer Ernst         | 1981–1990         | 56 (20)      |
| 5  | Henning Frenzel      | 1961–1974         | 54 (19)      |
| 6  | Jürgen Nöldner       | 1960–1969         | 30 (16)      |
| =  | Andreas Thom         | 1984–1990         | 51 (16)      |
| 8  | Martin Hoffmann      | 1973–1981         | 62 (15)      |
| =  | Peter Ducke          | 1960–1975         | 63 (15)      |
| 10 | Jürgen Sparwasser    | 1969–1977         | 48 (14)      |
| =  | Ulf Kirsten          | 1985–1990         | 49 (14)      |

## Piłkarze NRD w barwach reprezentacji Niemiec
| Piłkarz         | NRD   | NRD  | Niemcy | Niemcy | Razem | Razem |
| Piłkarz         | Mecze | Gole | Mecze  | Gole   | Mecze | Gole  |
| --------------- | ----- | ---- | ------ | ------ | ----- | ----- |
| Ulf Kirsten     | 49    | 14   | 51     | 20     | 100   | 34    |
| Matthias Sammer | 23    | 6    | 51     | 8      | 74    | 14    |
| Andreas Thom    | 51    | 16   | 10     | 2      | 61    | 18    |
| Thomas Doll     | 29    | 7    | 18     | 1      | 47    | 8     |
| Dariusz Wosz    | 7     | 0    | 17     | 1      | 24    | 1     |
| Olaf Marschall  | 4     | 0    | 13     | 3      | 17    | 3     |
| Heiko Scholz    | 7     | 0    | 1      | 0      | 8     | 0     |
| Dirk Schuster   | 4     | 0    | 3      | 0      | 7     | 0     |

## Trenerzy reprezentacji NRD
| Selekcjoner    | Narodowość | Od   | Do   | Liczba meczów | Z  | R  | P  |
| -------------- | ---------- | ---- | ---- | ------------- | -- | -- | -- |
| Willi Oelgardt |            | 1952 | 1953 | 3             | 0  | 1  | 2  |
| Hans Sieger    |            | 1954 | 1954 | 3             | 0  | 0  | 3  |
| János Gyarmati | Węgry      | 1955 | 1957 | 10            | 6  | 0  | 4  |
| Fritz Gödicke  |            | 1958 | 1959 | 10            | 2  | 4  | 4  |
| Heinz Krügel   |            | 1959 | 1961 | 11            | 4  | 2  | 5  |
| Károly Sós     | Węgry      | 1961 | 1967 | 43            | 25 | 7  | 11 |
| Harald Seeger  |            | 1967 | 1969 | 15            | 7  | 4  | 4  |
| Georg Buschner |            | 1970 | 1981 | 126           | 76 | 26 | 24 |
| Rudolf Krause  |            | 1982 | 1983 | 19            | 11 | 3  | 5  |
| Bernd Stange   |            | 1983 | 1988 | 60            | 29 | 10 | 21 |
| Manfred Zapf   |            | 1988 | 1989 | 10            | 3  | 2  | 5  |
| Eduard Geyer   |            | 1989 | 1990 | 13            | 9  | 2  | 2  |